# 库什蒂亚县
库什蒂亚（Kushtia District），又譯库斯迪尔，为孟加拉国库尔纳专区辖县，有着几百年历史的古渡口。
库什蒂亚1947年设立，1984年析置朱瓦当加和梅黑尔布尔2县。县境北与拉杰沙希、诺多尔和巴布纳县接壤，南与切尼达和朱瓦当加县毗邻，东接拉杰巴里县，西连梅黑尔布尔县和印度西孟加拉邦。年平均降雨量1,467毫米，平均气温11.2ºC（最低）至37.8ºC（最高）。县域总面积1,621.15公里²，总人口1,713,224人（1991），全县共分为6個乡。